# Struha (Ukraine)
Struha (ukrainisch Струга; russisch Струга Struga, polnisch Struga) ist ein Dorf im Südosten der ukrainischen Oblast Chmelnyzkyj mit etwa 1400 Einwohnern (2015).

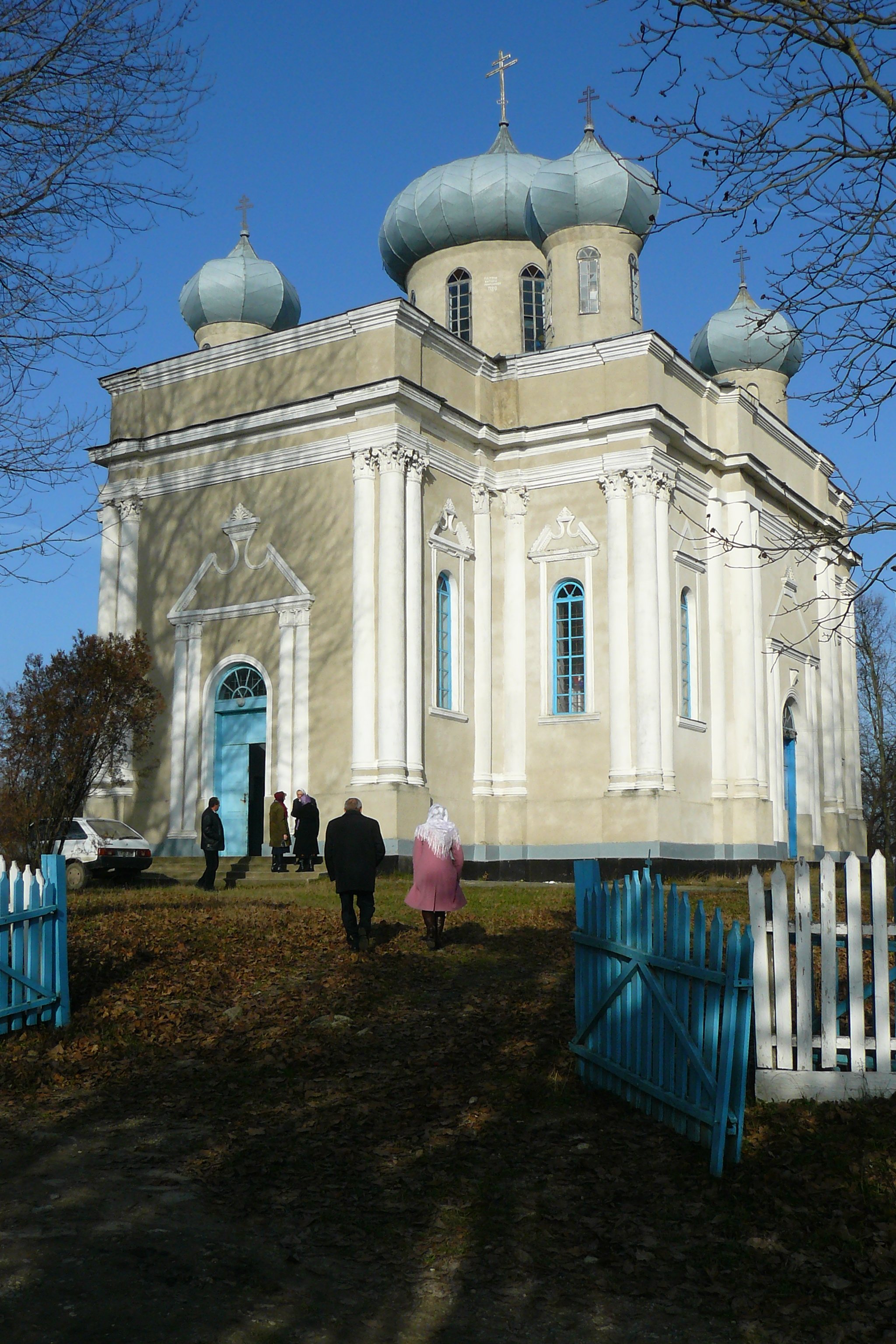
Kirche im Ort

Das erstmals 1530 schriftlich erwähnte Dorf liegt auf einer Höhe von 292 m am Ufer des Kaljus (Калюс), einem 64 km langen, linken Nebenfluss des Dnister, 8,5 km südlich vom Gemeindezentrum Nowa Uschyzja und 90 km südlich vom Oblastzentrum Chmelnyzkyj.
Durch das Dorf verläuft die Territorialstraße T–23–08.
Am 13. August 2015 wurde das Dorf ein Teil der neugegründeten Siedlungsgemeinde Nowa Uschyzja, bis dahin bildete es die gleichnamige Landratsgemeinde Struha (Струзька сільська рада/Struska silska rada) im Zentrum des Rajons Nowa Uschyzja.
Am 17. Juli 2020 kam es im Zuge einer großen Rajonsreform zum Anschluss des Rajonsgebietes an den Rajon Kamjanez-Podilskyj.